# Археолошка налазишта на Зубачком пољу и у његовом окружењу
Археолошка налазишта на Зубачком пољу и у његовом окружењу су историјски локалитети на крајњем југоистоку требињске општине у Републици Српској и Босни и Херцеговини, откривени након истраживања спроведног на брдско-планинској заравни Зупци површине од око 200 км².

## Географске карактеристике локалитета
Зубачко поље је географски затворена целина или заравњена површина  широка  2 до 3 км на надморској висини од 6 до 800 метара. У њму  доминира крашки рељеф са бројним огољеним кречњачким вртовима.
Зубачко поље је  у географском смислу од околине потпуно одвојено, једним делом брдским, а другим делом планинским венцима. Па је тако са једне стране окружено камењем и голим брдима, а са јужне стране високом планином – Бијелом гором – са столетним боровима, јелама, буквама и муликама, одвајајућу Зупце од Кривошија, које су у политичкој заједници са Боком.
Сутјеска одваја Бугојево село и  Коњско од Зубачкога поља и пресеца брдски венац са источне стране, који је везан с Бијелом гором.

Природа карстног рељефа, Зупцима није дала богатство водом, јер је некадашња река Сућеска, настала од ледника у дубокој прошлости, и временом ишчезла кроз пукотине, остављајући иза себе велике пешчане наносе. О оме говори ово народно предање:
Ријека, која је текла кроз Сутјеску, извирала је из Убала под Јастепцем у Бијелој гори; па како је топила и плавила већи дио Зубачкога поља, неко их научи да бивољским кожама и катраном забуше главу (извор) реке. Кад су га забушили, веле, чуо се је страховит  тутањ испод Бијеле горе, док није вода пробила к мору.

## Насеља
У Зупцима као потпуно географски одвојеној заравни, брдским и планинским венцима, наслеђено је специфично градитељсство, засноване на природној спони између приморја и континенталног залеђа, које од најстаријих времена улазе у оквир затвореног субмедитерана.
Зараван је од праисторије насељавана у Дубравама, Коњском, Царевом, Ћеклином и Пуковом пољу.

## Историја
У стручној литературу Зубачко поље први пут помиње Јован Цвијић, који читав крај назива Зупцима према називу истоименог српског племена из Источне Херцеговине. Један од најпознатијих Зупчана је Лука Вукаловић. У народу овога краја постоји изрека „што је Ловћен за Цетиње то су Зубци за Требиње“.

Петар I Петровића је 1811. године записао: 
Прошлог љета дође Сулејман паша Скопљак у Требиње и објеси 17 Зубчанах, зашто су к росијској војски и к нами били приступили...
У време Краљевине Југославије на Зубачком пољу је постојало узлетиште авиона. Узлетиште је кориштено за потребе Војске Краљевине Југославије, односно за потребе војне авијације која је појачана 1937. Са зубачког узлетишта је 1941. године полетио авион који је носио део пртљага краља Петра II Карађорђевића за Велику Британију. Узлетиште је кориштено и током Другог светског рата, као и неколико година након завршетка рата.

## Археологија
Најновија археолошка испитивања која су на Зупцима открила две ранохришћанске цркве већих димензија, указују да је на подручју Зубачког поља и његовог окружења постојала значајнија римска насеобина. Међутим истраживања су показала да се интензивније насељавање на Зупцима јавља тек са римском урбанизацијом, након званичног успостављања римске власти.
Археолозима су велику помоћ на терену пружили мештани и тим створили добру основу за будуће проналажење, упознавање и проучавање знамења из прошлости Источне Херцеговине и шире.

### Локалитет Брвеник
На уласку из Зубачкога поља у Сутјеску види се Брвеник (заселак села Граба) на десној страни на обронку Бијеле горе. Бравеник се зове цела зараван испод Илијиних Греда па све до првих кућа засеока Коњушице и Граба.  Иако се овде није живело у кућама, Бравеник је увек био жив, јер се народ сабирао око цркве, или су чобани пландовали заједно са стоком или су војници изводили војне вежбе у логорима под Бравеником.
Народ прича да је ту био у старо доба манастир. По остацима се то не види, али  само име Брвеник  на то указује.
На овом локалитету откривена је некропола средњовековним стећака (41) у манастирском гробљу, око некадашњег храма, чији темаљи указују на црквени живот из раних времена Хришћанства.
На самом рубу Дубраве, у Брвенику на узвишењу Илијине греде, лежи полукружна градина, пречника 40 х 15 м, из бронзаног-гвозденог доба. По свом изгледу и габаритима ова трврђава спада  међу највеће и најважније на територији илирског племена Даорсои.
Унутар градинског сувозида Брвеника, видљиви су остаци обновљене средњовековне цркве дугачке 5 м и широке 3 м.

### Локалитет Коњско
Значај Коњског за археологију је његово релативно рана помињањем, из 1420, године, и мноштвом украса на надгробним споменицима, на пространом и разуђеном археолошком налазишту - гробљу у Коњском. Ово врло старо гробље судећи по каменим гробницама разне израде којима данас нико не зна коме братству припадају, налазиу се на  уласка у Коњско на пола пута од раскрснице за Убла, пре боровог гаја на десну страну неких триста метара удаљено од пута. Ограђено је каменим зидом висине преко метра и врло је сређено и уредно. У сред гробља је Спасова црква или цркве Светог Вазнесења Господњег оса некрополом из средњег века, са 52 стећака.

### Локалитет Богојевић Село
Источно од Богојевић Села, откривени су остаци некадашњег утврђеног илирског насеља, градине, са три илирске гробне гомиле.

### Локалитет корито некадашње реке Сућеске
У некадашњем кориту реке Сућеске, поред кланца и вододерине, откривен је средњовековни манастир са црквом посвећеној Светом Георгију, изграђен од дрвета са траговима омеђина око обновљене цркве на старим темељима. У порти ове цркве откривено је око двадесет средњовековних надгробних споменика – од мрамора у облику плоча и сандука распоређених по правцу исток-запад у редове.

### Локалитет Клобук
Унутар Клобука града из средњевековног периода испред некадашње цркве, на чиким темељима је саграђена џамија, откривена је стећак племића Вукосава Замлића,.
Од некадашњег града до дана су остале само боље сачуване куле високе 6 метра.

### Локалитет Граб
У насељу Граб у активном православном гробљу око цркве Свете Петке, откривени су средњовековни надгробни споменици, на месту где се до 1995. године налазила праисторијска гробна гомила. Према писању др Александра Ратковића...
...у северни зид цркве уграђен је један средњовјековни надгробник у облику плоче са бордуром од тордираног ужета и повијене лозе са тролистом, а у јужни, стећак са мотивом тордираног виенца. Повијена лоза са тролистом је чест украс средњовјековних мрамора, временом преузет из ранохришћанских храмова, набјројнији у периоду готике, док за мотив тордираног вијенца нема јединственог гледишта, и, углавном се сматра, приказом сунца.

### Локалитет Увјећа
Локалитет Увјећа, откривен је у најзападнијем делу села Увјећа, смештеног у кружној долини на висини од око 650 м, које је било насељено у праисторији. О томе сведочи једна гробна гомила западно од села уз пут према Петровом пољу. Док се на сеоском гробљу откривени оштећени средњовековни надгробни споменици и остаци мале цркве у сувозиду.